# Риггс, Элмер Самуэль

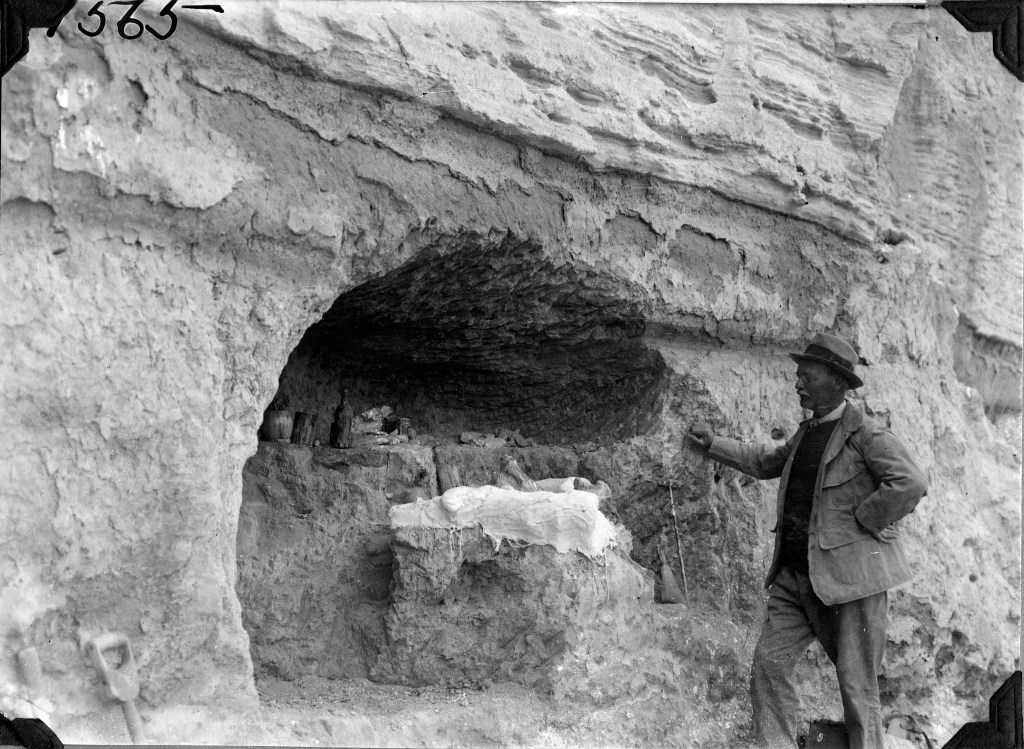
Элмер Риггс на раскопках ископаемого мегатерия в береговых отложениях реки Rio Quequeri Провинция Буэнос-Айрес. 1927 г.

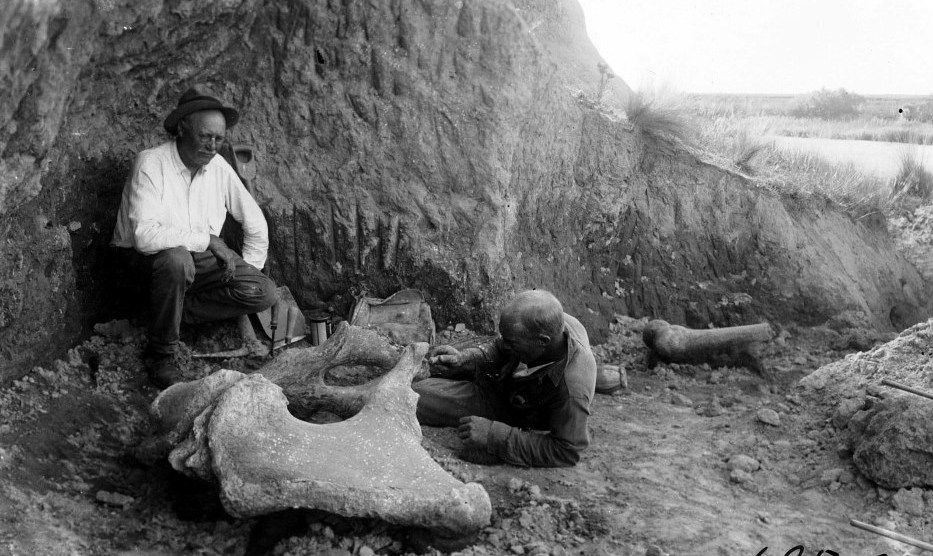
Элмер Риггс (слева) на раскопках ископаемого «южного мастодонта». Аргентина, 1926

Элмер Самуэль Риггс (англ. Elmer Samuel Riggs; 23 января 1869, Трафальгар, округ Джонсон, штат Индиана, США — 25 марта 1963, Седан, округ Чотокуа, штат Канзас, США) — американский палеонтолог.
Специалист в области ископаемых млекопитающих.

## Биография
Сын фермера. В 1890 году поступил в Канзасский университет. Ученик Сэмюэля Уиллистона. Летом 1894 года в первой экспедиции под руководством С. Уиллистона нашёл своих первых ископаемых млекопитающих на берегах реки Уайт-Ривер (приток Миссури) в Южной Дакоте.
После окончания университета был принят на работу в Американский музей естественной истории. Магистр наук с 1896 года. С 1898 года — сотрудник Филдовского музея естественной истории в Чикаго.
Свою первую экспедицию по раскопкам ископаемых млекопитающих для музея провёл в 1899 году. Занимался раскопками морских и континентальных осадочных пород позднеюрского периода в западной части Соединенных Штатов (штатах Вайоминг и Колорадо).
В 1900 году недалеко от Гранд-Джанкшен (Колорадо) нашёл первый известный скелет гигантского завроподового динозавра из семейства брахиозаврид Brachiosaurus altithorax, жившего в конце юрского периода (161,2—145,5 млн лет назад). Через год — скелет апатозавра, жившего в познеюрскую эпоху (около 157—146 миллионов лет назад), который стал одной из достопримечательностей Филдовского музея естественной истории.
Э. Риггс первым описал брахиозаврид и нашёл доказательства того, что апатозавры и бронтозавры представляют один и тот же род ящеротазовых динозавров, живших в позднеюрскую эпоху (около 157—146 миллионов лет назад) на территории нынешней Северной Америки. Большинство палеонтологов считало род Brontosaurus младшим синонимом Apatosaurus вплоть до 2015 года, когда был использован статистический метод, позволивший с относительной долей объективности говорить о самостоятельности этих двух родов. Риггс также предположил, основываясь на структуре конечностей, что завроподы были наземными, эндотермичными (теплокровными) животными, хотя до 1970-х годов это мнение не поддерживалось, когда идея была подтверждена Робертом Баккером.
После этих открытий Э. Риггс вернулся к раскопкам ископаемых млекопитающих, работал по всей западной части Соединенных Штатов и Южной Америки до 1931 года. Его коллекция аргентинских и боливийских ископаемых млекопитающих, найденных во время двух многолетних экспедиций в Южную Америку, принесли Э. Риггс большой авторитет в научном мире величайшим и поныне интенсивно изучаются. Особенно примечательной находкой был Сумчатый саблезубый тигр Thylacosmilus, части скелета которого он нашел в позднемиоценовых породах Аргентины в 1927 году и был назван в 1933 году.
С 1952 года был почетным членом американского Общества палеонтологии позвоночных.
Э. Риггс работал куратором Филдовского музея, до выхода на пенсию в 1942 году, продолжая трудиться музейным гидом.

## Избранные труды
- Structure and relationships of opisthocoelian dinosaurs, part I: Apatosaurus Marsh, Field Columbian Museum Publications, Geological Series 2 (4), 1903, S. 165—196
- Brachiosaurus altithorax, the largest known dinosaur, American Journal of Science, Serie 4, Band 15, 1903, S. 299—306. Riggs Structure and relationships of opisthocoelian dinosaurs, part II: the Brachiosauridae, Field Columbian Museum Publications, Geological Series 2 (6), 1904, S. 229—247
- Ecology of the Brontosaurs, Nature, Band 229, 1971, S.172-174
- Preliminary description of a new marsupial saber-tooth from the Pliocene of Argentina, Field Museum of Natural History Publications, Geological Series, Band 6, 1933, S. 61-66